# Ribeira do Fárrio
Ribeira do Fárrio ist ein Ort und eine ehemalige Gemeinde (Freguesia) im portugiesischen Kreis Ourém. Die Gemeinde hatte 830 Einwohner (Stand 30. Juni 2011).
Am 29. September 2013 wurden die Gemeinden Ribeira do Farrio, Formigais und Freixianda zur neuen Gemeinde União das Freguesias de Freixianda, Ribeira do Farrio e Formigais zusammengeschlossen.